# المدرسة الإنجليزية الجديدة (الكويت)
المدرسة الإنجليزية الجديدة هي مدرسة بريطانية دولية تقع في الجابرية، الكويت. تأسست المدرسة في عام 1969. تدرس جميع الفئات العمرية من الإبتدائية إلى الثانوية. المنهج التعليمي للمدرسة يقوم على كل من المنهج البريطاني وكذلك المنهج الموضوع من قبل وزارة التربية والتعليم الكويتية.

## الاعتماد الدولي
تم اعتماد «المدرسة الإنجليزية الجديدة» من قبل كل من:
- المجلس الأوروبي للمدارس الدولية (ECIS).
- المدارس البريطانية في الشرق الأوسط (BSME).

## شهادة التخرج
يحصل طلاب الباكالوريا الذين يتخرجون من هذه المدرسة على المستوى الأوّل من «الشهادة العامة للتعليم الثانوي» المعتمدة في المملكة المتحدة (GCSE, A Level).

## الروابط الخارجية
- Official Website
- Review from the Good Schools Guide International